# A. Victor Donahey
Alvin Victor "Honest Vic" Donahey, född 7 juli 1873 i Tuscarawas County, Ohio, död 8 april 1946 i Columbus, Ohio, var en amerikansk demokratisk politiker. Han var den 50:e guvernören i delstaten Ohio 1923-1929. Han representerade Ohio i USA:s senat 1935-1941.
Donahey gifte sig 5 januari 1897 med Mary Edith Harvey. Paret fick tolv barn. Sonen John W. Donahey var viceguvernör i Ohio 1959-1963.
Donahey förlorade guvernörsvalet 1920 mot republikanen Harry L. Davis. Guvernör Davis bestämde sig för att inte kandidera till omval två år senare. Donahey vann valet. Han besegrade sedan Davis i guvernörsvalet 1924 och omvaldes ytterligare en gång. Han efterträddes 1929 som guvernör av Myers Y. Cooper.
Donahey vann mot sittande senatorn Simeon D. Fess i senatsvalet 1934. Han kandiderade inte till omval efter en mandatperiod i senaten.
Donaheys grav finns på East Avenue Cemetery i New Philadelphia, Ohio.